# Vicelinuskerk (Ratekau)
De protestantse Vicelinuskerk (Duits: Vicelinkirche) in Ratekau (Sleeswijk-Holstein) is in de Kreis Oostholstein een van de beste bewaarde weerkerken uit de 12e eeuw. De kerk is een Veldsteenkerk.

## Geschiedenis

De kerk in het wapen van Ratekau

Met de bouw van de kerk van Ratekau werd in de 12e eeuw begonnen, kort na de verovering van Wagrië op de Slaven in 1138-1139. Graaf Adolf II, die het gebied van Hendrik de Leeuw als leen had gekregen, gaf de opdracht aan de missionaris Vicelinus om het christendom onder de Slaven te verbreiden. Tegelijkertijd begon de kolonisatie van Wagrië met christelijke bewoners.
Het begin van de bouw aan de kerk wordt op het jaar 1156 gedateerd, twee jaar nadat de apostel Vicelinus stierf. Graaf Adolf en de bisschop van het nieuwe bisdom Oldenburg zochten samen de bouwlocatie uit, zoals daarvan in een Slavenkroniek melding wordt gedaan. De kerk wordt voor het eerst gedocumenteerd in 1234-1235, toen de apsisbogen en de gewelven vernieuwd werden.

## Architectuur
Het gebouw betreft een in romaanse stijl opgerichte zaalkerk met een koor en een apsis en een 48 meter hoge, scheve ronde toren, die als verdedigingstoren diende. Het bouwmateriaal van de kerk bestaat overwegend uit veldstenen met mortel van de kalkberg van Bad Segeberg.